# If I Ain't Got You
«If I Ain't Got You» es una canción escrita, producida e interpretada por la cantautora estadounidense Alicia Keys, incluida en su segundo álbum de estudio The Diary of Alicia Keys (2003). Su fecha de lanzamiento el 5 de enero de 2004 como el segundo sencillo del álbum, la canción alcanzó el puesto número cuatro en el Billboard Hot 100 y se convirtió Keys segunda consecutiva R&B carta-primeros, quedando encima de los Hot R&B/Songs Hip-Hop Songs durante seis semanas. La canción recibió dos nominaciones en los Premios Grammy 2005, por Canción del Año y Mejor interpretación vocal de R&B femenina, ganando en esta última.

## Video musical
Video musical del sencillo, dirigido por Diane Martel, se encuentra en un invierno de Nueva York y cuenta con un cameo por el rapero y actor Method Man como el novio de Keys.

## Lista de canciones y formatos
- CD Maxi[1]

1. «If I Ain't Got You» (Álbum Versión) — 3:48
2. «If I Ain't Got You» (Piano & Vocal Version) — 3:52
3. «You Don't Know My Name/Will You Ever Know It» (Reggae Mix) — 5:06

- European CD maxisencillo.

1. «If I Ain't Got You» (Álbum Versión) — 3:48
2. «If I Ain't Got You» (Piano/Vocal Version) — 3:54
3. «You Don't Know My Name/Will You Ever Know It» (Reggae Mix) — 5:06
4. «If I Ain't Got You» (Video)

- Japan CD Single.

1. «If I Aint Got You»
2. «If I Aint Got You» (Piano & Vocal Only Version)
3. «If I Aint Got You» (A cappella version)

- U.S. 12" Single[2]
  - A1 «If I Ain't Got You» (Radio Mix) — 3:48
  - A2 «If I Ain't Got You» (Instrumental) — 3:48
  - B1 «If I Ain't Got You» (Radio Mix) — 3:48
  - B2 «If I Ain't Got You» (A cappella) — 3:36

## Posicionamiento en listas
| Listas (2004)                            | Posición       |
| ---------------------------------------- | -------------- |
| Belgium (Ultratop 50 Flanders)           | 10             |
| Belgium (Ultratop 50 Wallonia)           | 14             |
| France (SNEP)                            | 15             |
| Germany (Media Control Charts)           | 81             |
| Ireland (IRMA)                           | 44             |
| Italy (FIMI)[cita requerida]             | 22             |
| Netherlands (Dutch Top 40)               | 11             |
| Switzerland Media Control AG             | 35             |
| U.K (UK Singles Chart)                   | 18             |
| U.S. Billboard Hot 100                   | 4              |
| U.S. R&B/Hip-Hop Songs                   | 1              |
| Listas (2005)                            | Mejor posición |
| U.S. Adult Contemporary                  | 12             |
| Listas (2012)                            | Mejor posición |
| South Korea International Singles (Gaon) | 44             |